# PureOS
PureOSとは、プライバシーとセキュリティに重点を置いた、GNU/Linuxディストリビューションである。デスクトップ環境には、GNOMEが採用されている。Purismによって維持され、同社のLibremラップトップコンピュータとLibrem 5スマートフォンで使用されている。
自由ソフトウェアのみを含むよう設計され、GNU FSDGに適合しているためフリーソフトウェア財団によって公開された完全に自由なGNU/Linuxディストリビューションのリストに含まれている。
PureOSはDebianベースのGNU/Linuxディストリビューションであり、 ローリングリリースモデルが採用されている。パッケージは、Debianの「testing」メインアーカイブからオープンソースソフトウェアパッケージがマージされる。
デフォルトのブラウザーとして、Firefoxの一種で、プライバシーを重視した「PureBrowser」が採用されている。 このブラウザーはデフォルトの検索エンジンにDuckDuckGoを採用している。